# Küstenotter
Der Küstenotter (Lontra felina), auch als Chilenischer Fischotter oder Chungungo bezeichnet, ist ein seltener Marder aus der Gattung der Neuweltotter.

## Beschreibung
Der Küstenotter ist der kleinste südamerikanische Otter. Er erreicht eine Kopf-Rumpf-Länge von rund 53,3 bis 78,7 cm, hat einen 30 bis 36 cm langen Schwanz und kann 3,2 bis 5,8 kg schwer werden. Das Fell ist an der Oberseite dunkelbraun, an Nacken und Kehle grau und an der Unterseite beigebraun. Die Leithaare, die das kurze isolierende Fell bedecken, weisen einen gräulichen Ton auf. Das Fell ist rauer und robuster als das des Seeotters. Die krallenbewehrten Vorder- und Hinterpfoten besitzen ausgeprägte Schwimmhäute. Der Schädel ist breit und flach. Der Unterkiefer besitzt acht Zahnpaare und der Oberkiefer acht bis neun Zahnpaare. Die Zähne sind mehr an das Zerschneiden der Nahrung angepasst als an das Zermahlen. Es liegt kein Geschlechtsdimorphismus vor und die Weibchen besitzen vier Zitzen.

## Vorkommen

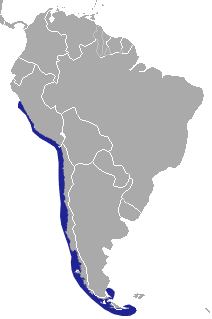
Das Verbreitungsgebiet des Küstenotters

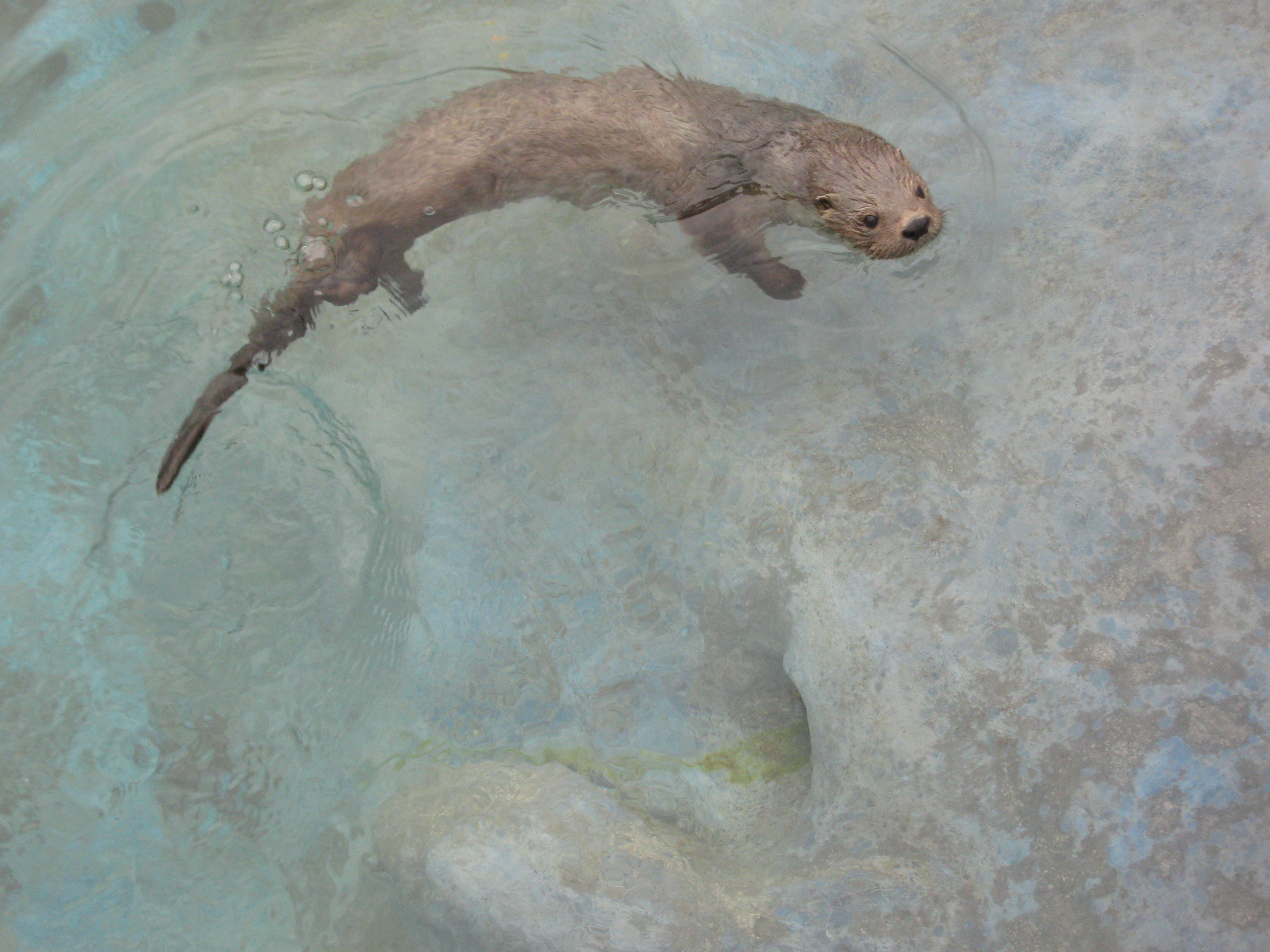
Schwimmender Küstenotter

Sein früheres Verbreitungsgebiet umfasste die pazifischen Küstenregionen vom südlichen Peru bis Chile sowie den äußersten Süden Argentiniens, wo seine Verbreitung die atlantische Küste erreichte. Die größte Population befindet sich heute auf der chilenischen Insel Chiloé. In Argentinien kam er von Feuerland bis Kap Hoorn vor, wo man ihn seit 1968 nicht mehr beobachtet hat. Eine eingeführte Population lebt auf den Falklandinseln.

## Verhalten und Lebensweise
Wie der Seeotter lebt der Küstenotter am Meer. Er bevorzugt jedoch Bereiche, die vor den Wellen der offenen See geschützt sind. Sein Jagdrevier sind Kelp- und Seetangwälder in küstennahen Gewässern. Er ist tagaktiv und ernährt sich vor allem von Fischen, Mollusken, Krustentieren und anderen Kleintieren. Hin und wieder werden auch Vögel, Kleinsäuger oder Früchte verzehrt. Bei einer Untersuchung an der chilenischen Küste fand man heraus, dass die Nahrung der dortigen Population zu 69,8 % aus Krabben besteht und Fische (19,9 %), Garnelen (6,4 %) und Mollusken (3,9 %) einen weit geringeren Anteil an seiner Nahrung haben. Bei Valdivia fraßen die Otter zu 52 % Krebstiere, zu 40 % Fisch und zu 8 % Mollusken. Insgesamt 25 verschiedene Tierarten zählten zu ihrem Nahrungsspektrum. Bei der Nahrungssuche tauchen die Tiere für einen Zeitraum von 6 bis 64 Sekunden. Kleine Beutetiere werden im Wasser verzehrt, größere vorher an Land geschleppt. Die Beute wird im Maul transportiert oder auf dem Bauch während die Otter auf dem Rücken schwimmen. Krabben werden vor allem am Strand gefangen. Im Gegensatz zum Seeotter benutzt er keine Steine, um Muscheln oder andere hartschalige Tiere zu öffnen. An Land trifft man ihn nur an Steinküsten an, Sandstrände vermeidet er. Die Otter sind entweder Einzelgänger oder treten in Gruppen von bis zu drei Tieren auf. Es ist nicht bekannt, ob sie territorial veranlagt sind, es wurden jedoch schon Otter bei Kämpfen untereinander beobachtet.

## Fortpflanzung
Der Otter paart sich von Dezember bis Januar. Nach einer Tragzeit von 60 bis 65 Tagen kommen im Januar, Februar oder März zwei bis vier Junge zur Welt. Die Jungtiere werden in Felshöhlen geboren, die auch bei hohen Fluten über dem Wasser liegen und oft einen Eingang haben, der unter dem Wasserspiegel liegt. Die Jungen bleiben bei der Mutter und genießen für fast zehn Monate die elterliche Fürsorge. Es kann beobachtet werden, wie sie auf dem Bauch der Mutter liegen, während diese auf dem Rücken schwimmt. Die Eltern versorgen sie in dieser Zeit mit Nahrung und bringen ihnen das Jagen bei.

## Gefährdung
Der starke Rückgang des Küstenotters begann zu Beginn des 20. Jahrhunderts, als zwischen 1910 und 1954 38.000 Otterfelle für 20 US-Dollar das Stück aus Chile ausgeführt wurden. Heute gefährden die Überfischung der Krabben- und Molluskenbestände sowie die Wasserverschmutzung seinen Bestand. 
Die Art kommt einzeln oder in kleinen Gruppen von maximal zehn Individuen vor, was die Einschätzung ihrer Verbreitung in bestimmten Regionen erschwert. In einer Studie aus dem Jahre 2012 schätzte der Biologie Juan Valqui jedoch die Gesamtpopulation an der peruanischen Küste auf etwa 800 bis 2000 Individuen, verteilt über etwa 150 km Küstenlinie. Für Chile wird eine potenziell geeignete Küstenlänge von nahezu 4700 km für den Küstenotter angegeben. Die letzten Bestandsuntersuchungen zur Populationsdichte stammen jedoch aus einem Zeitraum von über 30 Jahren, was die Aktualität dieser Daten und deren Aussagekraft über den derzeitigen Populationsstatus oder Trends nur unzureichend widerspiegelt. Zudem liegen keine Populationsdaten für die kontinentalen Populationen in Peru oder Argentinien vor.

## Belege
1. 1 2 3 4  Serge Larivière & Andrew P. Jennings: Family Mustelidae (Weasels and relatives). in Don E. Wilson, Russell A. Mittermeier: Handbook of the Mammals of the World – Volume 1 Carnivores. Lynx Editions, 2009, ISBN 978-84-96553-49-1. Seite 643.
2. 1 2  Gonzalo Medina‐Vogel, Claudio Delgado Rodriguez, P. Ricardo E. Alvarez, V. Jose Luis Bartheld: Feeding ecology of the marine otter (Lutra felina) in a rocky seashore of the south of Chile. In: Marine Mammal Science. Band 20, Nr. 1, Januar 2004, ISSN 0824-0469, S. 134–144, doi:10.1111/j.1748-7692.2004.tb01144.x.
3. ↑  Lontra felina Gray 1843. In: Plazi TreatmentBank. plazi.org, 18. November 2023, abgerufen am 14. November 2024 (englisch).
4. ↑  J. Agustín Iriarte, Fabian M. Jaksić: The fur trade in Chile: An overview of seventy-five years of export data (1910–1984). In: Biological Conservation. Band 38, Nr. 3, 1986, S. 243–253, doi:10.1016/0006-3207(86)90124-2.
5. ↑  Juan Valqui: The marine otter Lontra felina ( ): A review of its present status and implications for future conservation. In: Mammalian Biology. Band 77, Nr. 2, März 2012, S. 75–83, doi:10.1016/j.mambio.2011.08.004.
6. ↑  Sielfeld, W. K. and Castilla, J.C. 1999. Estado de conservación y conocimiento de las nutrias en Chile. Estudios Oceanológicos 18: 69-79.